# William John Macquorn Rankine
William John Macquorn Rankine (Edimburgo, Escocia, 5 de julio de 1820-Glasgow, Escocia, 24 de diciembre de 1872) fue un ingeniero y físico escocés. Junto con Rudolf Clausius, William Thomson (Lord Kelvin), fue uno de los pioneros de la termodinámica, y se enfocó particularmente en la primera de las tres leyes de esta rama de la física. Es conocido por proponer la escala Rankine para medir la temperatura.
Desarrolló una teoría completa del motor de vapor y, más generalmente, de todos los motores térmicos. Sus manuales de ciencia y práctica de la ingeniería fueron usados por muchas décadas después de su publicación en las décadas de 1850 y 1860. Publicó centenares de artículos y notas sobre cuestiones de ciencia e ingeniería desde 1840 en adelante, y sus intereses fueron notablemente variados incluyendo, en su juventud, la botánica, la teoría musical y la teoría de números y, en su madurez, la mayoría de las ramas principales de la ciencia, la matemática y la ingeniería. Fue un entusiasta cantor, pianista y violoncelista aficionado que componía sus propias canciones humorísticas. Nunca contrajo matrimonio.

## Biografía
Sus padres fueron David Rankine, teniente del ejército británico, y Barbara Grahame, de una prominente familia de abogados y banqueros. Debido a su mala salud fue educado en su hogar, pero más tarde asistió a la Academia Ayr (1828-9) y, por un tiempo muy breve, a la Escuela Superior de Glasgow (1830). Alrededor de 1830 la familia se mudó a Edimburgo, donde en 1834 empezó a estudiar en la Academia Naval con el matemático George Lees. Para entonces ya era muy competente en matemáticas y recibió, como regalo de su tío los Principia de Newton (1687), en latín original.
En 1836 comenzó a estudiar un amplio espectro de temas científicos en la Universidad de Edimburgo, incluyendo historia natural con Robert Jameson, y filosofía natural con el físico James David Forbes. Estudiando con Forbes, fue galardonado con premios por los ensayos sobre métodos de investigación física y en la teoría ondulatoria de la luz. Durante las vacaciones, asistía a su padre quien, a partir de 1830, fue gerente y luego tesorero e ingeniero del Ferrocarril Edimburgo y Dalkeith, que llevaba carbón a la creciente ciudad. Salió de la Universidad de Edimburgo en 1838 sin graduarse (hecho que entonces no era inusual) y marchó a Irlanda en procura de formarse como ingeniero civil, donde se convirtió en aprendiz de Sir John Benjamin MacNeill, un renombrado ingeniero civil quien era en ese momento inspector de la Comisión de Ferrocarriles de Irlanda, con quien trabajó hasta 1842. Durante su aprendizaje desarrolló una técnica, más tarde conocida como el método de Rankine, para trazar las curvas del ferrocarril, aprovechando plenamente el teodolito y una mejora sustancial en la precisión y la productividad en los métodos existentes. De hecho, al mismo tiempo la técnica era usada por otros ingenieros, y en la década de 1860 hubo una controversia menor sobre la prioridad inventiva de Rankine.
Entre 1844 y 1848 trabajó para Locke & Errington en la construcción del Ferrocarril de Clydesdale Junction, y seguidamente en varias obras de la Caledonian Railway Company. En 1845/46 diseño una propuesta para obras hídricas en Edimburgo y Leith que fue rechazada por la oposición de la Edinburgh Water Company. En 1849 fue elegido miembro de la Royal Society of Edinburgh, y continuó realizando diversos trabajos como ingeniero civil, En 1852 fue elegido miembro de la Philosophical Society de Glasgow, y el 2 de junio del año siguiente Fellow de la Royal Society de Londres. Por sus investigaciones en el campo de la termodinámica, la Royal Society of Edinburgh le concedió la Medalla Keith en 1854, y en noviembre de 1855 fue designado Regius Professor de Ingeniería Civil y Mecánica en la Universidad de Glasgow, cargo que ocuparía hasta su muerte. Desde esa cátedra trabajó estrechamente con los constructores navales de Glasgow en mejoras sustanciales de diseño de las naves y sus motores. Introdujo los llamados “sandwich courses” (“cursos emparedado”) que requerían a los estudiantes trabajar en firmas locales de ingeniería durante sus vacaciones, como forma de práctica profesional, y promovió vigorosamente el reconocimiento de la Ingeniería como materia de grado. Como resultado de estos esfuerzos, la universidad introdujo un Certificado de Aptitud en Ciencia de la Ingeniería en 1863, y en 1872 se instauró el grado de BSc (bachiller en ciencias) para la ingeniería.
Como consecuencia de una tormenta notable sucedida en 1856, Rankine trabajó sobre la estabilidad de las chimeneas obteniendo importantes conclusiones prácticas. Al año siguiente el Trinity College de Dublín lo distinguió con un doctorado honorífico y fundó la Institución de Ingenieros y Constructores Navales de Escocia, siendo su primer presidente; también elaboró una teoría de la resistencia superficial en las embarcaciones, con base en datos experimentales proporcionados por su amigo J. R. Napier. En 1858 publicó la primera edición de su texto de mecánica aplicada, Applied Mechanics, y en 1859 el Manual of the Steam Engine and other Prime Movers; en julio de ese año, Rankine fue fundamental en la formación del 2.º Cuerpo de Fusileros Voluntarios de Lanarkshire en la Universidad de Glasgow, ingresando como capitán y convirtiéndose en mayor en 1860 al comando del 2.º Batallón del 1.er Regimiento de Fusileros Voluntarios de Lanarkshire de ese Cuerpo, puesto que ocupó hasta 1864, cuando renunció debido a la presión de trabajo relacionado con la arquitectura naval. En 1861 terminó su Manual of Civil Engineering, que publicó en 1862, año en que también fue jurado de maquinaria en la Exposición Universal de Londres; al año siguiente la Institución de Ingenieros de Escocia lo premió con la medalla de oro por un artículo sobre la licuefacción del vapor.
En 1864 profundizó su atención sobre los problemas de la ingeniería naval y la mecánica de fluidos, investigando la acción de las olas y el rolido de las embarcaciones y dictando conferencias en la Royal School of Naval Architecture (Real Escuela de Arquitectura Naval) sobre resistencia de materiales, nuevamente al año siguiente sobre resistencia de los fluidos, y también en 1866 y 1867. A partir de 1865 comenzó a contribuir regularmente con la revista The Engineer, y el año siguiente vio aparecer el libro Shipbuilding - Theoretical and Practical del que fue editor y autor de varios capítulos. En 1868 fue elegido miembro de la Real Academia de las Ciencias de Suecia. En 1870 se publicó su libro Machinery and Millwork, fue designado en la junta investigadora del hundimiento del HMS Captain, y en diciembre de ese año fue designado miembro del Comité de Navíos de Guerra. Al año siguiente fue elegido vicepresidente de la Royal Society of Edinburgh, y en 1872, junto con el Dr. Stevenson Macadam, investigó e informó sobre las causas de explosiones en los molinos de grano. Falleció el 24 de diciembre de 1872 en su casa de 8 Albion Crescent, Dowanhill, Glasgow.

## Termodinámica
El año 1842 marcó también al primer intento de Rankine de reducir los fenómenos de calor a una fórmula matemática, pero su propósito se vio frustrado por la falta de datos experimentales.
Sin desanimarse, volvió a su fascinación juvenil con la mecánica del motor térmico. Aunque su teoría de circulación de las corrientes de los vórtices elásticos cuyos volúmenes espontáneamente adaptados a su entorno pudiera sonar antojadiza para los científicos formados bajo un concepto moderno, en 1849 logró hallar la relación entre la presión de vapor saturado y la temperatura. Al año siguiente utilizó su teoría para establecer relaciones entre temperatura, presión y densidad de los gases, y expresiones para el calor latente de evaporación de un líquido. Predijo con precisión el sorprendente hecho de que el calor específico aparente del vapor saturado sería negativo.
Alentado por su éxito, se dedicó a calcular la eficiencia de los motores térmicos y utilizó su teoría como base para deducir el principio de que la máxima eficiencia de un motor térmico es solo función de las dos temperaturas entre las que opera. Si bien Rudolf Clausius y Wiliam Thomson, Lord Kelvin, habían deducido ya un resultado similar, Rankine alegó que su resultado se apoyaba únicamente en su hipótesis molecular de vórtices, en lugar de hacerlo sobre la teoría de Carnot o alguna otras hipótesis. El trabajo marcó el primer paso en el camino de Rankine para desarrollar una teoría más completa de calor.
Posteriormente, Rankine reestructuró los resultados de su teorías moleculares en términos de una cuenta macroscópica de la energía y sus transformaciones. Definió y estabeció distinciones entre la energía real que se pierde en los procesos dinámicos y la energía potencial que la reemplaza. Supuso constante la suma de las dos energías, una idea que aunque reciente ya era familiar en la ley de conservación de la energía. Desde 1854 hizo amplio uso de su función termodinámica, para darse cuenta más tarde que era idéntica a la entropía de Clausius. Para 1855 Rankine había formulado una “ciencia de la energética” que explicaba la dinámica en términos de energía y sus transformaciones en lugar de fuerza y movimiento. La teoría fue muy influyente en la década de 1890 e influyó significativamente en el físico francés Pierre Duhem, que en su Traité de l'énergétique (1911) considera a la termodinámica, no la mecánica clásica, como la teoría más fundamental. En 1859 propuso la escala de temperatura de Rankine, una escala absoluta o termodinámica, cuyo grado es igual a un grado Fahrenheit.
Su teoría energética ofreció a Rankine una aproximación alternativa, y bastante más convencional, a su ciencia; en consecuencia, desde mediados de la década de 1850 hizo bastante menos uso de sus vórtices moleculares. Sin embargo, reivindicó que los trabajos de James Clerk Maxwell sobre electromagnetismo eran efectivamente una extensión de su modelo. En 1864, alegó que las teorías microscópicas de calor propuestas por Clausius y Maxwell sobre la base del movimiento lineal atómico eran inadecuadas; solamente a partir de 1869 Rankine admitió el éxito de estas teorías rivales. Para ese tiempo, su propio modelo atómico se había vuelto casi idéntico al de Thomson.
Como objetivo constante, especialmente como profesor de ingeniería, usó sus propias teorías para desarrollar un conjunto de resultados prácticos y deducir los principios físicos subyacentes, que incluyen:
- La ecuación de Rankine-Hugoniot sobre la propagación de ondas de choque, que gobierna el comportamiento de las ondas de choque normales al flujo entrante. Se la ha nombrado en honor de Rankine[10] y el ingeniero francés Pierre Henri Hugoniot.[11]
- El ciclo Rankine, un análisis de un motor de vapor ideal con condensador.[12] Como en otros ciclos termodinámicos, la máxima eficiencia del ciclo Rankine se da calculando la eficiencia máxima del ciclo de Carnot.
- Propiedades de los gases y del vapor.

## Fatiga de materiales

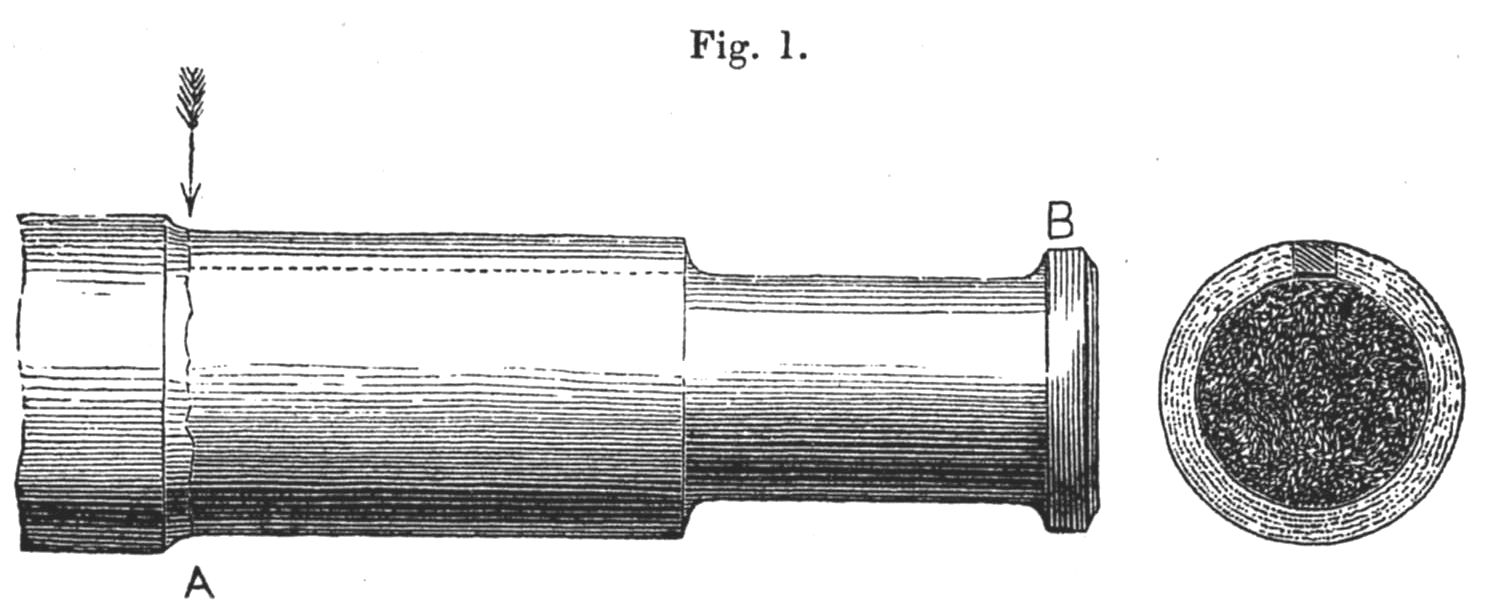
Dibujo de una falla por fatiga en un eje, 1843.

Rankine fue uno de los primeros ingenieros en reconocer que las fallas por fatiga en los ejes del material ferroviario eran causados por el inicio y expansión de grietas quebradizas. A comienzos de la década de 1840 examinó muchos ejes rotos, especialmente después de la catástrofe ferroviaria de Versalles de 1842, cuando el eje de una locomotora se fracturó súbitamente y provocó un accidente que causó la muerte a más de cincuenta pasajeros. Mostró que los ejes había fallado por el crecimiento progresivo de una grieta quebradiza desde un hombro, u otra fuente de concentración de tensiones en la pieza. Sus conclusiones fueron apoyadas por análisis directos similares de Joseph Glynn sobre ejes fallados, que mostraban que la falla se había producido por el lento crecimiento de una grieta quebradiza en un proceso que ahora conocemos como “fatiga de metales”. Es altamente probable que el eje delantero de una de las locomotoras involucradas en la catástrofe de Versalles haya fallado de modo similar.
Rankine presentó sus conclusiones en un artículo enviado a la Institution of Civil Engineers (Institución de Ingenieros Civiles). Sin embargo, su trabajo fue ignorado por muchos ingenieros que persistieron en creer que la tensión podía causar “recristalización” del metal, un mito que ha sobrevivido aún hasta tiempos recientes. La teoría de la recristalización era errónea, pero impidió investigaciones útiles hasta que los trabajos de William Fairbairn demostraron, unos años después, el efecto debilitador de la flexión repetida de largas vigas.

## Ingeniería y arquitectura naval e hidrodinámica
Rankine trabajó conjuntamente con los constructores navales del Clyde, en particular con su amigo y colaborador James Robert Napier, para mejorar el diseño naval e incorporar precisión y aportes teóricos a un campo que hasta entonces era fundamentalmente empírico. Fue el editor y principal autor del tratado Shipbuilding - Theoretical and Practical, y contribuyó notablemente a la teoría de diseño y movimiento de embarcaciones. Comenzando en 1862 con una derivación propia de la forma trocoidal de las olas en aguas profundas, examinó los movimientos de rotación de las embarcaciones en las olas. Su análisis bidimensional del flujo de agua alrededor de cuerpos circulares y ovales le permitió determinar las líneas de una embarcación que causarían el menor rozamiento al desplazarse en el mar; también calculó la eficiencia de las hélices. Dedicó una cantidad de artículos a exponer formas elementales de resolver problemas de hidrodinámica, y diseñó un método simple para obtener representaciones gráficas de líneas de agua para demostrar proposiciones en hidrodinámica.

## Otros trabajos
Rankine trabajó en muchos otros campos de la Física y la Ingeniería. En los campos de la teoría física, además de los ya citados, trabajó en teoría atómica, elasticidad, dinámica de fluidos y rotodinámica. Respecto de sus contribuciones en ingeniería, incursionó en el área de construcciones de mampostería, propiedades de las columnas de hierro fundido, un método de trazado de curvas ferroviarias, mecánica de suelos, y suministro de agua potable.

## Publicaciones
Libros de ciencia y técnicos
- (1858). A Manual of Applied Mechanics. Londres-Glasgow; 21ª ed. 1921, traducción al francés de la 7ª ed. por A. Vialay, Manuel de mécanique appliquée (París, 1876)
- (1859). A Manual of the Steam Engine and Other Prime Movers. Londres-Glasgow; 17ª ed. 1908, traducción al francés de la 8ª ed. por G. Richard, Manuel de la machine à vapeur et des autres moteurs (París, 1878)
- (1862). A Manual of Civil Engineering. Londres; 24ª ed. 1911, traducción al alemán de la 12ª ed. por F. Kreuter, Handbuch der Bauingenieurkunst (Viena, 1880)
- (1866). Useful Rules and Tables Relating to Mensuration, Engineering, Structures, and Machines. Londres; 7ª ed. 1889
- (1869). A Manual of Machinery and Millwork (1869). Londres; 7ª ed. 1893
- En colaboración con E. F. Bamber, (1873). A Mechanical Text-Book; or, Introduction to the Study of Mechanics and Engineering. Londres; 3ª ed. 1884;[nota 6]
- Editor y autor principal, en colaboración con Isaac Watts, F. K. Barnes y J. R. Napier (1866). Shipbuilding, Theoretical and Practical. Londres
- Artículos sobre termodinámica y calor en J. P. Nichol, ed. (1857). Cyclopaedia of the Physical Sciences. Londres–Glasgow
- Su conferencia inaugural como regius professor, “De Concordia inter Scientiarum Machinalium Contemplationem et Usum”, se publicó como Introductory Lecture on the Harmony of Theory and Practice in Mechanics (London–Glasgow, 1856), reproducida luego en A Manual of Applied Mechanics

Libros no técnicos
- (1871). A Memoir of John Elder, Engineer and Shipbuilder. Edimburgo; 2ª ed. Glasgow, 1883
- (1874). Songs and Fables, con ilustraciones de M. Blackburn. Glasgow-Londres.[nota 7]

Artículos
Rankine publicó más de 150 artículos en diversas revistas científicas, incluyendo Philosophical Transactions of the Royal Society of London, Transactions of the Royal Society of Edinburgh (Trans. R. Soc. Edin.), Proceedings of the Royal Philosphical Society of Glasgow, The London, Edinburgh and Dublin Philosophical Magazine and Journal of Science (Philos. Mag.), The Engineer, Naval Architecture Transactions, etc. La mayor parte de sus artículos más importantes sobre termodinámica, luz, elasticidad de sólidos, energética e hidrodinámica están incluidos en
- Rankine, William John MacQuorn (1881).  W. J. Millar, ed. Miscellaneous Scientific Papers; by W. J. M. Rankine. From the Transactions and Proceedings of the Royal and Other Scientific and Philosophical Societies, and the Scientific Journals. With a Memoir of the Author by P. G. Tait (en inglés). Londres: Charles Griffin and Company..

## Reconocimientos
- Miembro de la Royal Scottish Society of Arts
- Miembro asociado de la Institution of Civil Engineers, 1843 (nunca fue miembro pleno y renunció en 1857)
- Miembro de la Royal Society of Edinburgh, 1850
- Miembro de la Royal Society de Londres, 1853.[23]
- Medalla Keith de la Royal Society of Edinburgh, 1854
- Fundador y primer presidente de la Institution of Engineers and Shipbuilders in Scotland, 1857.[24]
- Doctor en Leyes (LL. D.) honoris causa del Trinity College (Dublín)
- Miembro extranjero de la Kungliga Vetenskapsakademien (Real Academia Sueca de Ciencias), 1868.[25]
- La escala termométrica Rankine es nombrada así en su honor
- El cráter lunar Rankine lleva este nombre en su memoria.[26]
- Incluido en el Salón de la Fama de la Ingeniería Escocesa, 2013.[27]
- Las Conferencias Rankine de la British Geotechnical Association son llamadas así en su honor desde 1961.[28]